# چیپویچ
چیپویچ (انگلیسی: Chipwich) شرکت صنایع غذایی آمریکایی است، که در سال ۱۹۷۸ تأسیس شد.